# NGC 5554
NGC 5554 est une galaxie spirale située dans la constellation de la Vierge. Sa vitesse par rapport au fond diffus cosmologique est de 7 767 ± 18 km/s, ce qui correspond à une distance de Hubble de 114,6 ± 8,0 Mpc (∼374 millions d'al). NGC 5554 a été découverte par l'astronome allemand Albert Marth en 1864. Cette galaxie a aussi été observée par l'astronome américain Lewis Swift le 14 juin 1884 et elle a été inscrite au New General Catalogue sous la désignation NGC 5564.
Malgré la classification de spirale par trois sources consultées, la forme de cette galaxie suggère plutôt une galaxie lenticulaire dotée d'une barre centrale et d'un anneau intérieur (SB(r)0).